# Lawendowe wzgórze
Lawendowe wzgórze (ang. Ladies in Lavender) – dramat filmowy produkcji brytyjskiej z 2004 roku. Debiut reżyserski Charlesa Dance’a oparty na opowiadaniu Ladies in Lavender ze zbioru Faraway Stories Williama J. Locka.

## Fabuła
Film Lawendowe wzgórze opowiada historię dwóch starszych sióstr Janet (Maggie Smith) i Ursuli (Judi Dench) Widdington mieszkających nad brzegiem morza w Kornwalii. Pewnego dnia w 1936 roku na plaży w pobliżu swojego domu znajdują rozbitka. Ocalonym okazuje się Andrzej Marowski (Daniel Brühl), młody Polak w podróży do Ameryki. Kobiety przygarniają go do swojego domu, kontakt między nimi jest jednak utrudniony, gdyż chłopak mówi po polsku i trochę po niemiecku, a starsze panie tylko po angielsku. Kobiety odkrywają u rozbitka talent muzyczny: potrafi on bardzo pięknie grać na skrzypcach. Pomimo bariery językowej i dużej różnicy wieku Ursula zakochuje się w pełnym wdzięku młodzieńcu. Niespodziewanie na kornwalijskiej wsi pojawia się malarka, Olga Daniłow (Natascha McElhone), która zaczyna się interesować Andrzejem i jego talentem muzycznym. Ponieważ jej brat będący sławnym skrzypkiem akturat niespodziewanie przyjeżdża do Londynu, Olga namawia Andrzeja na wyjazd, który może okazać się dla niego szansą kariery muzycznej.

## Produkcja
Pierwowzorem filmu jest opowiadanie Williama J. Locke’a wydane w 1916 roku. Akcja filmu w porównaniu z oryginałem została przesunięta w czasie do roku 1936. Charles Dance również zmienił wiek bohaterek – postarzył je (w opowiadaniu siostry miały 40 lat). Kolejną różnicą między filmem a nowelą jest fakt, że w pierwowzorze kobiety już nigdy nie spotkały Andrzeja.
Charles Dance powierzył główne role kobiece dwóm słynnym brytyjskim aktorkom: w postać Ursuli wcieliła się zdobywczyni Oscara i nagrody BAFTA Judi Dench, zaś rolę starszej siostry odegrała Maggie Smith znana z roli profesor Minerwy McGonagall z serii o Harrym Potterze. Prywatnie obie panie są od lat przyjaciółkami.
W roli Andrzeja reżyser obsadził Daniela Brühla, niemieckiego aktora urodzonego w Hiszpanii, w Polsce znanego zwłaszcza z głównej roli w Good bye, Lenin!. Do roli polskiego skrzypka musiał się on nauczyć ruchów imitujących grę na skrzypcach oraz kilku polskich zwrotów.
Zdjęcia plenerowe nakręcono w Cadgwith, Helston, St Ives, Prussia Cove w Kornwalii, zaś wnętrza zostały sfilmowane w Pinewood Studios w Buckinghamshire. Utwory skrzypcowe zagrał amerykański skrzypek Joshua Bell. W filmie wykorzystano kompozycje Felixa Mendelssohna, Niccolò Paganiniego, Jules’a Masseneta, Claude’a Debussy’ego, Pabla Sarasate’a i Johanna Sebastiana Bacha.

## Obsada
- Judi Dench jako Ursula
- Maggie Smith jako Janet
- Daniel Brühl jako Andrzej
- Natascha McElhone jako Olga
- Miriam Margolyes jako Dorcas
- David Warner jako dr Mead